# براد غري
براد غري (بالإنجليزية: Brad Grey)‏ هو منتج تلفزيوني ومنتج أفلام ورائد أعمال أمريكي، ولد في 29 ديسمبر 1957 في نيويورك في الولايات المتحدة، وتوفي في 14 مايو 2017 في هولمبي هيلز في الولايات المتحدة بسبب سرطان.

## وصلات خارجية
- براد غري على موقع IMDb (الإنجليزية)
- براد غري على موقع ميوزك برينز (الإنجليزية)
- براد غري على موقع بوكس أوفيس موجو (الإنجليزية)
- براد غري على موقع قاعدة بيانات الفيلم (الإنجليزية)